# Microjanira dentifrons
Microjanira dentifrons is een pissebed uit de familie Janiridae. De wetenschappelijke naam van de soort is voor het eerst geldig gepubliceerd in 1970 door Schiecke & Fresi.